# 新疆财经大学
43°52′57″N 87°32′44″E / 43.88263°N 87.54557°E
新疆财经大学是位于中国新疆维吾尔自治区乌鲁木齐市的一所自治区重点建设的大学。它建立于1950年，是经济学领域的一所重要学府。在校注册学生超过2万名。共有1302名教职工，其中包括750名全职教师，36名教授以及215名助理教授。新疆财经大学以综合得分17分排名全国第378位。

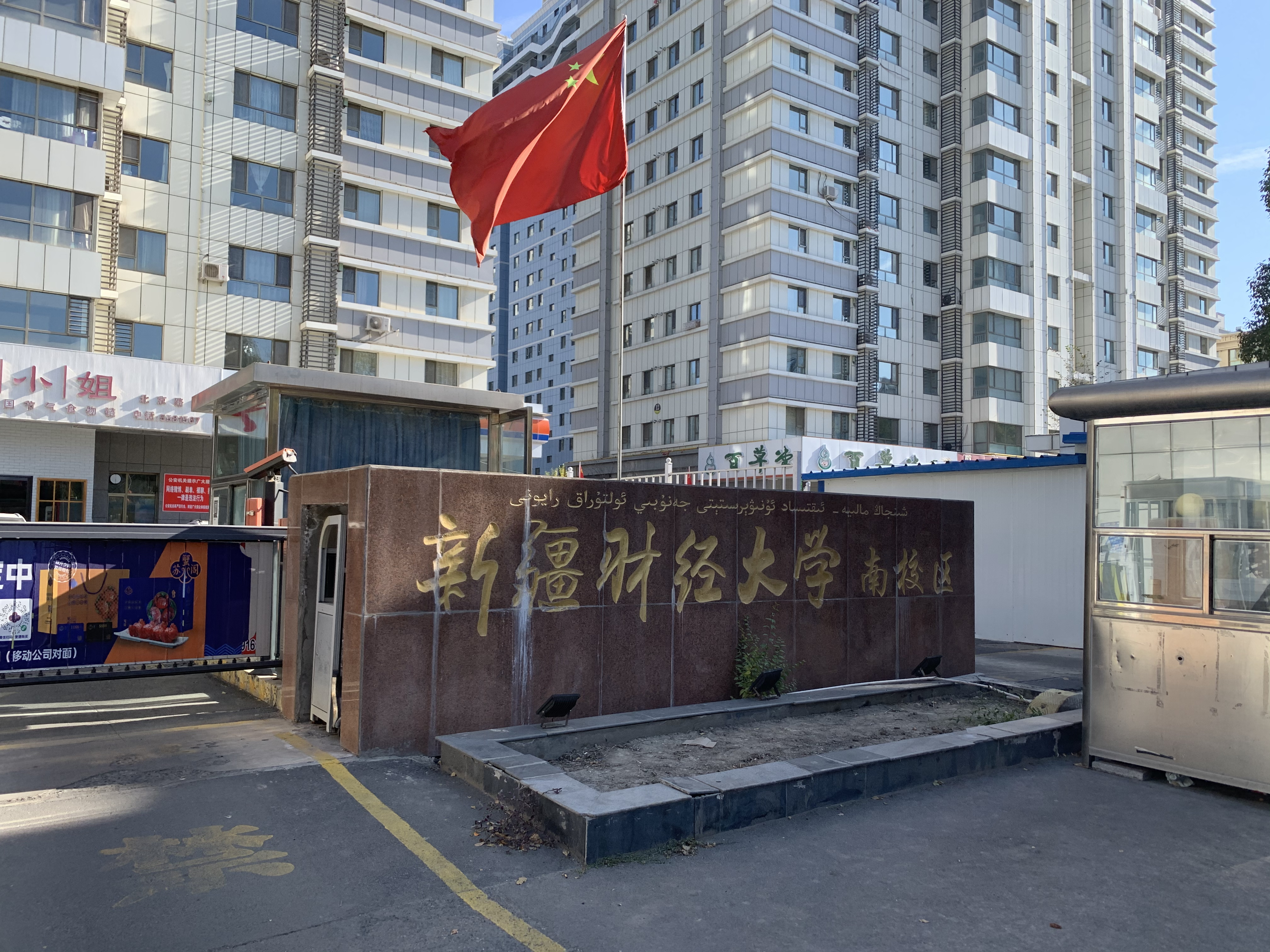
新疆财经大学（南校区）

## 教学
新疆财经大学包含19个院系，包括：金融、统计与信息、工商管理、会计、经济、公共经济与管理、马列主义教研、体育教研、旅游、国际经贸、法学、新闻与传媒、计算机科学与工程、外国语、应用数学、中国语言、MBA、继续教育、国际教育。
学校拥有3个博士二级学科授权点、5个硕士一级学科授权点、27个硕士二级学科授权点、9个专业学位硕士授权点、35个本科专业、 4个国家级特色专业建设点、6个自治区级重点学科。在所有的科系中财务、会计及工商管理已被选定为新疆的省级重点学科。
校图书馆藏书有6万多部。

## 研究
学校设有中亚经贸研究院、区域经济研究所和金融研究所等研究机构，拥有中国（新疆）与中亚区域经济合作研究中心、新疆企业发展研究中心、新疆社会经济统计研究中心3个自治区普通高校人文社科重点研究基地，以及中亚经贸研究与汉语人才培养基地。

## 校训
经世济公 经：经营、筹划；世：世间、社会；济：救助、接济；公：公平、大众。经世济公就是筹划营谋好社会，做有益于人民和社会的事。结合学校实际，就是为社会培养人才，办人民满意的教育。 
至善至诚 至：极、最；善：美好；诚：诚信。意思是无论做人、做事、做学问都要力争达到真善美的最高境界。